# Kristiāns Fokerots
Kristiāns Fokerots (* 31. Januar 2005 in Kuldīga) ist ein lettischer Beachvolleyball- und Volleyballspieler. Er ist amtierender Europameister im Sand (Stand: August 2024).

## Karriere

### Karriere Jugend und Junioren
Der in der Region Kurland geborene Sportler startete seine Karriere im 3×3-Basketball, das er noch bis einschließlich 2021 betrieb, und im Hallenvolleyball. Er durchlief die verschiedenen Jugend- und Juniorennationalmannschaften seines Heimatlandes. 2019 und zwei Jahre danach nahm er mit der U17 an den Jugendeuropameisterschaften teil, 2021 gelang dem Team der achte Rang. Mit der U19 wurden die Letten eine Saison später Dreizehnte. In der Spielzeit 2023/24 qualifizierte sich das baltische Team als Gruppenerster der zweiten Runde für die Kontinentalmeisterschaft der unter Zwanzigjährigen, die Ende August 2024 beginnen wird. Fokerots spielte vor allem beim 3:0-Sieg gegen Kroatien eine entscheidende Rolle, war der Topscorer des Spiels.
Im September 2020 startete er zum ersten Mal bei einem internationalen Beachturnier und stand gleich mit Kārlis Abelītis im Endspiel der U18-EM. Eine Saison später gelang der gleiche Erfolg mit Arturs Rinkevics bei den unter Zweiundzwanzigjährigen. Wenig später wurden Gustavs Auziņš und Fokerots sowohl U18-Europa- als auch U19-Weltmeister. Nach zwei Bronzemedaillen mit Olivers Bulgacs 2023 bei den U20- und U22-Titelkämpfen auf europäischer Ebene reichte es ein Jahr später wieder zu einem Titel im Juniorenbereich. Mit Gustavs Auziņš wurden den Gegnern bei der U20-EM die Grenzen aufgezeigt.

### Karriere Erwachsene
Nach zwei vergeblichen Anläufen konnten sich Edgars Točs und Kristiāns Fokerots 2022 in Doha zum ersten Mal für den Hauptwettkampf eines Challenge qualifizieren, überstanden jedoch nicht die Gruppenphase. Die beiden gewannen anschließend zwei Turniere in Saulkrasti und Cēsis und erkämpften Bronze beim Futures in Suhar. Im August des folgenden Jahres trat Fokerots zum ersten Mal mit Mārtiņš Pļaviņš an. Die Letten standen gleich im Endspiel eines nationalen Turniers in Polen. Kurz danach gewannen sie ihr erstes gemeinsame Futures in Warschau und holten Bronze beim gleichwertigen Event in El-Alamein. 2024 siegten Auziņš und Fokerots in der ersten Runde der lettischen Meisterschaft und beim Futures in Baden. In Leuven gewannen sie Silber.
Der bis dahin größte Erfolg seiner Karriere gelang dem Neunzehnjährigen jedoch mit Mārtiņš Pļaviņš. Die Letten hatten nur durch die Absage einiger Top-Teams die Berechtigung zur Teilnahme an der Europameisterschaft erhalten. Nachdem sie in der Gruppenphase noch zwei Sätze abgegeben hatten, gelang ihnen der Einzug ins Finale ohne weiteren Satzverlust. Dort besiegten sie das deutsche Duo Nils Ehlers und Clemens Wickler in drei Sätzen und sind damit der jüngste (Fokerots) und der älteste (Pļaviņš) Europameister aller Zeiten und somit auch das Beachpaar mit dem größten Altersunterschied, das jemals eine Beach-EM gewann. Zwei Monate später standen die beiden zum ersten Mal in ihrer Karriere im Hauptfeld eines Elite16. In João Pessoa überstanden sie mit etwas Glück die Poolphase, da sie nach zwei Niederlagen das dritte Spiel wegen der Aufgabe der Lokalmatadoren André / George für sich entscheiden konnten. Nach dem folgenden Sieg in der Runde der Zwölf belegten sie im Gesamtklassement den geteilten fünften Rang. Noch besser lief es beim gleichwertigen Event in Rio de Janeiro. Nach dem dritten Platz im Pool schalteten sie zunächst die Brasilianer Arthur / Adrielson und anschließend die Weltranglistenersten, Olympiasieger und Europameister Åhman / Hellvig aus Schweden aus, bevor sie gegen die argentinischen Brüder Nicolás und Tomas Capogrosso in drei Durchgängen verloren. Ihre erste gemeinsame Bronzemedaille der Weltserie sicherten sich die Letten durch einen Dreisatzsieg gegen die norwegischen Olympiasieger, Welt- und Europameister Anders Mol und Christian Sørum.